# Radomyšl (Ukrajina)
Radomyšl (ukrajinsky Радомишль, rusky Радомышль) je historické město na střední Ukrajině. Leží v Žytomyrské oblasti v Žytomyrském rajónu, vzdušnou čarou zhruba 50 a po silnici 69 km od Žytomyru a vzdušnou čarou asi 90 a po silnici 97 km od Kyjeva. Má přibližně 14 tisíc obyvatel.
Stejné jméno nese též městys Radomyšl v okrese Strakonice a ves v Luckém rajónu ve Volyňské oblasti na Ukrajině.

## Dějiny
Město je poprvé připomínáno 1150 po názvem Myčesk, později Mykhorod. Pozdější název Radomysl se poprvé připomíná v roce 1569 a platil do roku 1946, od kdy se město jmenuje Radomyšl.
V obyvatelstvu Radomyšle měli značné zastoupení židé. Ještě v roce 1931 bylo národnostní složení tehdejších 12 900 obyvatel následující:
- Židé — 47,7 %;
- Ukrajinci — 45,7 %;
- Rusové — 2,25 %;
- Němci — 1,58 %;
- Poláci — 1,26 %;
- Češi — 0,4 %;
- ostatní — 1,4 %. [2]

V letech 1931—1932 bylo postiženo hladomorem, v letech 1936—1937 zahynula řada nevinných obyvatel na základě zmanipulovaných procesů. Za nacistické okupace bylo město těžce poškozeno.